# Бекство од смрти
Бекство од смрти (2003) је документарни филм који истражује однос људског насиља према страху од смрти, повезан са подсвесним утицајима. Филм описује анксиозност као могући узрок многих људских понашања на психолошком, духовном и културном нивоу. Режирао га је Патрик Шен, продуцент је Грег Беник, а приповедач Габријел Берн.

## Резиме
Сврха филма је да истражи однос човечанства са смрћу, а на њега су увелике утицали ставови културног антрополога Ернеста Бекера. Осим интервјуа са бројним савременим филозофима, психијатрима и учитељима, попут Сема Кена, Роберта Џеј Лифтона, Ирвина Јалома, Мерлин Мовреи и Даниела Лихтија, филм гледаоца упознаје са групом социјалних психолога, који спроводе истраживања у прилог оно што они називају теоријом управљања терором (терор у овом случају није тероризам, већ емоционална и психолошка реакција на свест о смртности). Током последњих двадесет пет година, заговорници теорије управљања терором спровели су преко 300 лабораторијских студија које су показале да суптилни подсетници на смрт на подсвесном нивоу мотивишу статистички значајан број субјеката да испоље пристрасно и ксенофобично понашање, попут гравитације према онима који перципирају као културно сличне себи и држе већа негативна осећања и судове према онима које сматрају културолошки различитим.

## Студије и истраживања
У недавној студији, истраживачки тим је открио да је подсјећање Палестинаца на њихову властиту смрт подсвјесним путем инспирисало свјесне промјене у мишљењу према жељи да постану бомбаши самоубице. Овај подсвјесни подсјетник на смрт инспирисао је субјекте да дјелују агресивно против различитих људи, чак уз ризик да изгубе сопствене животе. Терор је резултат дубоких психолошких сила; истраживање описано у Бекству од смрти сугерише да се те силе могу објаснити, дајући информације о личној анксиозности и друштвеном насиљу.

## Признања
- Beverly Hills Film Festival - Награда публике за најбољи документарни филм (2003) [2]
- Фестивал независног филма у Охају - најбољи документарни филм (2003) [3]
- Silver Lake Film Festival - Најбољи докуметарни филм (2003)[4]
- Malibu Film Festival - Најбољи докуметарни филм (2004) [5]
- Фестивал документарног филма Northern Lights - Најбољи документарни филм (2004)
- Northwest Film Forum - Најбољи документарни филм (2004) [6]
- Rhode Island International Film Festival - Најбољи документарни филм (2004) [7]